# Lloydminster
Lloydminster – miasto w Kanadzie. Miasto stanowi kuriozum geograficzno-polityczne, ponieważ leży jednocześnie w dwóch prowincjach. Wschodnia część miasta leży na terytorium Saskatchewan, a zachodnia na terytorium Alberty, jednak miasto jest jednym obszarem administracyjnym.
Lloydminster miał być w założeniu "suchą" osadą dla imigrantów przybyłych bezpośrednio z Wielkiej Brytanii, położoną dokładnie na 110° W południku na terenie ówczesnych Terytoriów Północno-Zachodnich. Plany te spełniono w 1903 r., a osadę nazwano od nazwiska anglikańskiego pastora George'a Lloyda. W 1905 r. utworzone zostały prowincje Alberta i Saskatchewan, a granicę między nimi przeprowadzono wzdłuż 110° W. Lloydminster podzielono na dwie osobne miejscowości, obydwie nazwane Lloydminster. Ten stan utrzymywał się aż do 1930, kiedy to prowincje postanowiły ponownie złączyć miejscowości. W 1958 r. prowincje wspólnie nadały Lloydminster prawa miejskie.
Położenie miasta jest przyczyną kilku niecodziennych sytuacji. W Saskatchewan obowiązuje podatek od towarów i usług w wysokości 5%; w Albercie takiego podatku nie ma. Aby umożliwić sklepom we wschodniej części miasta konkurencję z sąsiadami z Alberty, Saskatchewan zgodził się nie egzekwować podatku w części Lloydminster położonej w tej prowincji. Stawki podatku dochodowego w Albercie są również niższe niż w Saskatchewan. Z drugiej strony, Saskatchewan oferuje tańsze ubezpieczenie autocasco, szczególnie dla młodych kierowców (poniżej 25 roku życia).
Saskatchewan położony jest w strefie czasowej UTC -6:00, podczas gdy Alberta leży w strefie UTC -7:00. Ponadto, Alberta używa czasu letniego, ale Saskatchewan nie. Lloydminster używa czasu albertańskiego, co powoduje że w lecie zegary w saskatchewańskiej części Lloydminster wskazują dwie godziny później niż w reszcie Saskatchewan.
W mieście używany jest saskatchewański program szkolny.
Granica prowincjonalna przebiega środkiem 50. Alei w centrum miasta. Poczta do wschodniej części miasta adresowana jest do "Lloydminster, Saskatchewan", a do zachodniej "Lloydminster, Alberta".
Według miejskiego spisu powszechnego, przeprowadzonego w 2005 r. miasto liczy 23 632 ludzi, z czego 15 487 (65,5%) mieszka w Albercie, a 8 148 (34,5%) w Saskatchewan. W 2001 r., oficjalny krajowy spis powszechny, przeprowadzony przez Statistics Canada, stwierdził w mieście 20 988 mieszkańców, 13 148 (62,6%) w Albercie a 7 840 (37,4%) w Saskatchewan. W okresie 1996–2001, ludność wzrosła 16,2% w albertańskiej części miasta i 2,7% w tej położonej w Saskatchewan.